# Bishop (android)
Bishop – android (341-B) zbudowany przez Michaela Bishopa, pracownika Weyland-Yutani na podobieństwo swoje oraz Charlesa Bishopa Weylanda (fundatora i właściciela Weyland-Yutani), jeden z bohaterów filmów Obcy – decydujące starcie (1986) oraz Obcy 3 (1992). W obu obrazach w jego rolę wciela się amerykański aktor Lance Henriksen, który w trzeciej części tej kosmicznej sagi wciela się również w postać Michaela Bishopa, twórcy sztucznego „Bishopa”.